# Бойл, Генри, 1-й граф Шеннон
Генри Бойл, 1-й граф Шеннон (англ. Henry Boyle, 1st Earl of Shannon; 1682 — 28 декабря 1764) — известный ирландский политик, трижды депутат ирландского парламента, спикер Ирландской палаты общин (1733—1756), 1-й граф Шеннон (1756—1764).

## Биография
Родился в 1682 году в деревне Каслмартир, графство Корк, Ирландия. Второй сын подполковника Генри Бойла (1648—1693), второго сына Роджера Бойла, 1-го графа Оррери, и леди Маргарет Говард. Его матерью была леди Мэри О’Брайен, дочь Мурроу О’Брайена, первого графа Инчикуина, и Элизабет Сент-Леджер. Его отец погиб во время Фландрской кампании 1693 года. После смерти старшего брата Генри Роджера в 1705 году он унаследовал фамильные владения в Каслмартире, которые, как он обнаружил, находились в состоянии серьёзного запустения. Генри много сделал для улучшения поместья и деревни Каслмартир. Он также управлял в графстве Корк поместьями отца своей второй жены, лорда Берлингтона, и показал себя превосходным распорядителем семейного имущества.
В 1707 году он был избран в Ирландскую Палату Общин от Мидлтона (1707—1713), а затем заседал от Килмаллока с 1713 по 1715 год. В 1715—1756 годах он представлял графство Корк в Ирландской палате общин. Он быстро завоевал видную роль в парламенте, и Сэр Роберт Уолпол, как говорят, назвал его «королем Ирландской Палаты общин». В 1733 году Генри Бойль был принят в Ирландскую палату общин и назначен канцлером ирландского казначейства. Позднее в том же 1733 году он также стал спикером Ирландской палаты общин. Его карьера была отмечена долгой борьбой за власть с Джорджем Стоуном (1708—1764), архиепископ Армы, который закончился только их смертью на одной и той же неделе. Он заслуживает некоторой похвалы за помощь в организации мер по смягчению ужасного ирландского голода (1740—1741), который долгое время помнили как «год резни».
Генри Бойл занимал посты спикера и канцлера до 1753 года, когда был уволен лордом-лейтенантом Ирландии лордом Дорсетом за отказ платить излишки ирландских налогов правительству в Лондоне. Это привело к «денежному спору» 1753—1756 годов, и Генри Бойл стал рассматриваться как ранний ирландский патриот. Восстановленный в 1755 году лордом Девонширом, следующим вице-королем, в 1756 году он был возведен в ранг пэра Ирландии как барон Касл-Мартир , виконт Бойл из Бэндона и граф Шеннон . Он также несколько раз выступал в качестве лорда-судьи Ирландии.
Хорас Уолпол отмахнулся от него как от «заурядного персонажа», продавшего свой патриотизм за титул пэра.

## Семья
В 1715 году лорд Шеннон женился на Кэтрин Кут (ок. 1680 — 5 мая 1725), дочери полковника Чидли Кута из Килмаллока и Кэтрин Сэндис. У них не было детей. После её смерти в 1725 году он вторично женился в 1726 году на леди Генриетте Бойл (1700 — 13 декабря 1746), младшей дочери Чарльза Бойла (1669—1704), 3-го графа Корка и 2-го графа Берлингтона, и Джулианы Ноэль (1672—1750). У супругов было шесть детей:
- Достопочтенный Генри Бойл-Уолсингем (? — 1756)
- Уильям Бойл (? — 1748)
- Достопочтенный Чарльз Бойл (? — 1758)
- Леди Джулиана Бойл (ок. 1728 — 22 февраля 1804), муж с 1745 года Сомерсет Гамильтон Батлер, 1-й граф Каррик (1718—1774)
- Ричард Бойл, 2-й граф Шеннон (30 января 1727 — 20 мая 1807), ирландский депутат и пэр
- Достопочтенный Роберт Бойл-Уолсингем (1736—1780)

Лорд Шеннон скончался в декабре 1764 года на 82-м году жизни, и его титул унаследовал четвёртый сын от второго брака Ричард Бойл, 2-й граф Шеннон (1727—1807).